# Herb powiatu myślenickiego
Herb powiatu myślenickiego – jeden z symboli powiatu myślenickiego, autorstwa Wojciecha Drelicharza, Zenona Piecha oraz Barbary Widłak, ustanowiony 25 maja 2002.

## Wygląd i symbolika
Herb przedstawia na tarczy w polu czerwonym drzewo srebrne o trzech konarach i dziewięciu listkach na takimże pagórku; po bokach drzewa zwrócone do niego, dwa ukoronowane srebrne Orły w typie klejnotowym, ze złotymi dziobami i szponami.